# 조이 럭 클럽
《조이 럭 클럽》(The Joy Luck Club, 喜福会, 喜福會)은 미국에서 제작된 웨인 왕 감독의 1993년 드라마, 멜로/로맨스 영화이다. 키에우 친 등이 주연으로 출연하였고 로널드 바스 등이 제작에 참여하였다. 이 영화는 에이미 탄의 1989년 동명 소설 "조이 럭 클럽"에 기반을 둔다.

## 출연
- 끼에우 찐
- 저우차이친
- 프랑스 응우옌
- 루옌
- 밍나 원
- 탬린 토미타
- 로런 톰
- 로절린드 차오
- 빅터 웡
- 시메이쥐안
- 쉬잉리
- 크리스토퍼 리치
- 러셀 웡
- 마이클 폴 챈
- 비비언 우
- 앤드루 매카시
- 다이앤 베이커
- 우톈밍
- 엘리자베스 성
- 지차오리
- 필립 문

## 기타
- 협력프로듀서: 요봉평
- 미술: 도널드 그레이엄 버트